# Droga I/30 (Czechy)
Droga krajowa 30 (cz. Silnice I/30) – droga krajowa w zachodnich Czechach łącząca Lovosice przez Uście nad Łabą z miejscowością Chlumec, gdzie krzyżuje się z drogą krajową nr 13. Na odcinku Uście nad Łabą - Chlumec jest elementem trasy E442.